# Magyarországi LMBT-szervezetek listája
Ez a magyarországi LMBT (leszbikusok, melegek, biszexuálisok és transzneműek) szervezetek és csoportok listája.

## Működő szervezetek és csoportok
A (*) jelű szervezetek a Magyar LMBT Szövetség tagszervezetei
- Atlasz Leszbikus, Meleg, Biszexuális, Transznemű és Queer Sportegyesület[1] (*)
- VándorMások Túracsoport[2]
- Budapest Bi-tangok - Magyar Bi+ Közösség[3]
- Budapest Pride (hivatalos neve: Szivárvány Misszió Alapítvány)[4] (*)
- Budapesti Meleg Egyetemista Kör (GBME)[5]
- Cifra-LMBTQ Közösség Kecskemét[6]
- Cíviscolors[7]
- Charme Hungary Dance Club[8]
- Debrecen Pride[9]
- Diverz Ifjúsági Hálózat Egyesület[10]
- Háttér Társaság[11] (*)
- Keresztények a melegekért (KerMel)[12]
- Labrisz Leszbikus Egyesület[13] (*)
- Leszbikus Magazin és Programszervező Egyesület (a qLit kiadója)
- Magyar Aszexuális Közösség[14] (*)
- Magyar LMBT Szövetség[15]
- Magyar LMBTI+ Medicina Társaság[16]
- Magyar Tolerancia Egyesület[17]
- Más Program kirándulócsoport[18]
- Mindenki Egyenlő Esélyéért Egyesület[19]
- Mozaik Közösség[20]
- Patent Egyesület (Patriarchátust Ellenzők Társasága Jogvédő Egyesület)[21] (*)
- Prizma Közösség[22]
- Poliamoria Magyarország[23]
- Partiscum Egyesület a Szegedi LMBT Közösségért[24] (korábban: Szegedi LMBT Közösségért Csoport, Colorful Circles' World)
- Queer CEU[25] (korábban: CEU Spectrum: Gay, Bisexual, Transgender, Queer, Intersex Club)
- Sokszínű Magyarországért Országgyűlési Képviselői Csoport[26] (*)
- Szimpozion Egyesület[27] (*)
- Szivárványcsaládokért Alapítvány[28] (*)
- Transvanilla Transznemű Egyesület[29]
- Transz Zóna[30]

## Megszűnt szervezetek és csoportok
- Bad Boys Projekt (*1997. március, †1998. február)
- Mi Békésben[31] (a Békés megyei melegek köre)
- Bíborpalást Katolikus Homoszexuális Közösség (*1993. november 1., †~1995.)
- Dél-alföldi Meleg Baráti Kör (DAMKÖR)
- Debreceni Színtér Egyesület[32]
- Az ELTE meleg-leszbikus akciócsoportja (*1991. október 17.)
- Habeas Corpus Munkacsoport[33] (vagy: Habeas Corpus Jogsegély)
- Házas Mások
- Hegyen-völgyön (beolvadt a Vándormásokba)
- HÍD Homoszexuális Információs, Dokumentációs és Kutató Műhely (*1993)
- Homoszexuális Főiskolások és Egyetemisták Baráti Köre (*1993. január)
- Homérosz Egyesület (*1988. május 8., †1998. november 6.)
- Inter Alia Alapítvány
- KeserGay, Magyar Zsidó Leszbikus és Gay Csoport (†1999)
- Két keréken
- Lambda Budapest Meleg Baráti Társaság[34] (a Mások újság kiadója)
- LGBTK[35]
- Long Yang Club Budapest
- Miskolci Mások Egyesület[36]
- Mozdulj ki!
- Óvegylet Alapítvány
- Öt Kenyér Keresztény Közösség a Homoszexuálisokért[37]
- Öt Kenyér Egyesület[38] (†2008)
- PEMEL[39]  (beolvadt a Diverz Ifjúsági Hálózat Egyesületbe)
- PFLAG Első Magyar Meleg és Leszbikus Központ Egyesület[40]
- Sokszínű Magyarország Polgári Egyesület[41] (előzőleg: Sokszínű Magyarország Polgári Kör) (*2003, †2004)
- SZDSZ Új Generáció Melegjogi Munkacsoportja
- Szivárvány Társulás a Melegek Jogaiért(wd)
- Tiszta Lappal Alapítvány[42]
- Tolerancia Egyesület, Debrecen (teljes nevén: Tolerancia Tiszántúli Melegek, Leszbikusok, Testi, Lelki Sérült Emberek Szabadidő-, Kulturális, Sport-, Túra- és Érdekvédelmi Egyesülete, Debrecen) (*2005, †2006)
- Transzpont[43]
- Transznemű infopont
- United Condom Jungs
- Veszprémi Meleg Baráti Kör (Veszpkör)